# Чувствительность и специфичность
Чувствительность и специфичность — статистические показатели диагностического теста по выявлению больных и здоровых, выводимых из ошибок первого и второго рода в бинарной классификации. Значения обоих показателей лежат в пределах от 0 до 1.
- Чувствительность (истинно положительная пропорция) отражает долю положительных результатов, которые правильно идентифицированы как таковые. Иными словами, чувствительность диагностического теста показывает вероятность того, что больной субъект будет классифицирован именно как больной.[1]
- Специфичность (истинно отрицательная пропорция) отражает долю отрицательных результатов, которые правильно идентифицированы как таковые, то есть вероятность того, что не больные субъекты будут классифицированы именно как не больные.[1]

Для примера можно рассмотреть группу, некоторые члены которой страдают определённым заболеванием, а остальные — нет. Предположим, что существует метод для разграничения этих двух долей, но при этом некоторые из здоровых классифицируются как больные, а некоторые из больных — как здоровые. Под «здоровым» и «больным» будем подразумевать отсутствие или наличие рассматриваемого заболевания. Это иллюстрируется на рисунке ниже «Общая модель чувствительности и специфичности».
{\displaystyle {\text{Чувствительность}}={\frac {\color {Green}{\text{число больных, выявленных данным тестом}}}{\color {navy}{\text{истинное число больных среди протестированных}}}}}
{\displaystyle {\text{Специфичность }}={\frac {\color {fuchsia}{\text{число здоровых, выявленных данным тестом}}}{\color {teal}{\text{истинное число здоровых среди протестированных}}}}}

Для оценки качества работы любого бинарного теста, то есть теста, который разделяет множество на две части (например, на больных и здоровых), в зависимости от постановки задачи могут использоваться различные комбинации базовых статистических показателей (см. confusion matrix).